# Lady Gaga: Queen of Pop
Lady Gaga: Queen of Pop er en biografi om den amerikanske kunstner Lady Gaga skrevet af Emily Herbert (Virginia Blackburns nom de plume). Bogen er udgivet i Det forenede Kongerige af John Blake Publishing og af Overlook Press i USA med titlen Lady Gaga: Behind the Fame.